# Lista zapaśników sumō rangi yokozuna
Jest to lista wszystkich zapaśników sumō, którzy otrzymali najwyższą rangę yokozuna (横綱, wielki mistrz). Zgodnie z zasadami zawodnicy występują na ringu pod pseudonimami (shikona).
| Nr. | Imię                   | Japoński zapis        | lata życia | miejsce urodzenia          | Data nadania rangi | Data utraty rangi |
| --- | ---------------------- | --------------------- | ---------- | -------------------------- | ------------------ | ----------------- |
| 1   | Akashi Shiganosuke     | 明石 志賀之助         | 1600–1649  | Tochigi?                   | 1624?              | ?                 |
| 2   | Ayakawa Gorōji         | 綾川 五郎次           | 1703–1765  | ?                          | 1749               | ?                 |
| 3   | Maruyama Gondazaemon   | 丸山 権太左衛門       | 1713–1749  | Miyagi                     | ?                  | ?                 |
| 4   | Tanikaze Kajinosuke    | 谷風 梶之助           | 1750–1795  | Miyagi                     | 1789               | 1794              |
| 5   | Onogawa Kisaburō       | 小野川 喜三郎         | 1758–1806  | Shiga                      | 1789               | 1797              |
| 6   | Ōnomatsu Midorinosuke  | 阿武松 緑之助         | 1794–1852  | Ishikawa                   | 1828               | 1835              |
| 7   | Inazuma Raigorō        | 稲妻 雷五郎           | 1802–1877  | Ibaraki                    | 1830               | 1839              |
| 8   | Shiranui Dakuemon      | 不知火 諾右衛門       | 1801–1854  | Kumamoto                   | 1840               | 1844              |
| 9   | Hidenoyama Raigorō     | 秀の山 雷五郎         | 1808–1862  | Miyagi                     | 1847               | 1850              |
| 10  | Unryū Hisakichi        | 雲龍 久吉             | 1822–1890  | Fukuoka                    | 1861               | 1865              |
| 11  | Shiranui Koemon        | 不知火 光右衛門       | 1825–1879  | Kumamoto                   | 1863               | 1869              |
| 12  | Jinmaku Kyūgorō        | 陣幕 久五郎           | 1829–1903  | Shimane                    | 1867               | 1867              |
| 13  | Kimenzan Tanigorō      | 鬼面山 谷五郎         | 1826–1871  | Gifu                       | 1869               | 1870              |
| 14  | Sakaigawa Namiemon     | 境川 浪右衛門         | 1841–1887  | Chiba                      | 1877               | 1881              |
| 15  | Umegatani Tohtarō I.   | 梅ケ谷 藤太郎(初代)   | 1845–1928  | Fukuoka                    | 1884               | 1885              |
| 16  | Nishinoumi Kajirō I.   | 西ノ海 嘉治郎(初代)   | 1855–1908  | Kagoshima                  | 1890               | 1896              |
| 17  | Konishiki Yasokichi    | 小錦 八十吉           | 1866–1914  | Chiba                      | 1896               | 1901              |
| 18  | Ōzutsu Man'emon        | 大砲 万右衛門         | 1869–1918  | Miyagi                     | 1901               | 1908              |
| 19  | Hitachiyama Taniemon   | 常陸山 谷右衛門       | 1874–1922  | Ibaraki                    | 1903               | 1914              |
| 20  | Umegatani Tōhtarō II.  | 梅ヶ谷 藤太郎(二代目) | 1878–1927  | Toyama                     | 1905               | 1915              |
| 21  | Wakashima Gonshirō     | 若島 権四郎           | 1876–1943  | Chiba                      | 1905               | 1907              |
| 22  | Tachiyama Mineemon     | 太刀山 峰右衛門       | 1877–1941  | Toyama                     | 1911               | 1918              |
| 23  | Ōkido Moriemon         | 大木戸 森右衛門       | 1878–1930  | Hyogo                      | 1912               | 1914              |
| 24  | Ōtori Tanigorō         | 鳳 谷五郎             | 1887–1956  | Chiba                      | 1915               | 1920              |
| 25  | Nishinoumi Kajirō II.  | 西ノ海 嘉治郎(二代目) | 1880–1931  | Kagoshima                  | 1916               | 1918              |
| 26  | Ōnishiki Uichirō       | 大錦 卯一郎           | 1891–1941  | Osaka                      | 1917               | 1923              |
| 27  | Tochigiyama Moriya     | 栃木山 守也           | 1892–1959  | Tochigi                    | 1918               | 1925              |
| 28  | Ōnishiki Daigorō       | 大錦 大五郎           | 1883–1943  | Aichi                      | 1918               | 1922              |
| 29  | Miyagiyama Fukumatsu   | 宮城山 福松           | 1895–1943  | Iwate                      | 1922               | 1931              |
| 30  | Nishinoumi Kajirō III. | 西ノ海 嘉治郎(三代目) | 1890–1933  | Kagoshima                  | 1923               | 1928              |
| 31  | Tsunenohana Kan’ichi   | 常ノ花 寛市           | 1896–1960  | Okayama                    | 1924               | 1930              |
| 32  | Tamanishiki San'emon   | 玉錦 三右衛門         | 1903–1938  | Kochi                      | 1932               | 1938              |
| 33  | Musashiyama Takeshi    | 武蔵山 武             | 1909–1969  | Kanagawa                   | 1935               | 1939              |
| 34  | Minanogawa Tōzō        | 男女ノ川 登三         | 1903–1971  | Ibaraki                    | 1936               | 1942              |
| 35  | Futabayama Sadaji      | 双葉山 定次           | 1912–1968  | Oita                       | 1937               | 1945              |
| 36  | Haguroyama Masaji      | 羽黒山 政司           | 1914–1969  | Nakanokuchi                | 1941               | 1953              |
| 37  | Akinoumi Setsuo        | 安藝ノ海 節男         | 1914–1979  | Hiroshima                  | 1942               | 1946              |
| 38  | Terukuni Manzō         | 照國 万蔵             | 1919–1977  | Akita                      | 1942               | 1953              |
| 39  | Maedayama Eigorō       | 前田山 英五郎         | 1914–1971  | Ehime                      | 1947               | 1949              |
| 40  | Azumafuji Kin'ichi     | 東富士 欽壱           | 1921–1973  | Tokio                      | 1948               | 1954              |
| 41  | Chiyonoyama Masanobu   | 千代の山 雅信         | 1926–1977  | Hokkaidō                   | 1951               | 1959              |
| 42  | Kagamisato Kiyoji      | 鏡里 喜代治           | 1923–2004  | Aomori                     | 1953               | 1958              |
| 43  | Yoshibayama Junnosuke  | 吉葉山 潤之輔         | 1920–1977  | Hokkaidō                   | 1954               | 1958              |
| 44  | Tochinishiki Kiyotaka  | 栃錦 清隆             | 1925–1990  | Tokio                      | 1954               | 1960              |
| 45  | Wakanohana Kanji I.    | 若乃花 幹士(初代)     | 1928–2010  | Aomori                     | 1958               | 1962              |
| 46  | Asashio Tarō III.      | 朝潮 太郎             | 1929–1988  | Hyogo                      | 1959               | 1962              |
| 47  | Kashiwado Tsuyoshi     | 柏戸 剛               | 1938–1996  | Yamagata                   | 1961               | 1969              |
| 48  | Taihō Kōki             | 大鵬 幸喜             | 1940–2013  | Poronajsk                  | 1961               | 1971              |
| 49  | Tochinoumi Teruyoshi   | 栃ノ海 晃嘉           | 1938–      | Aomori                     | 1964               | 1966              |
| 50  | Sadanoyama Shinmatsu   | 佐田の山 晋松         | 1938–2017  | Nagasaki                   | 1965               | 1968              |
| 51  | Tamanoumi Masahiro     | 玉の海 正洋           | 1944–1971  | Aichi                      | 1970               | 1971              |
| 52  | Kitanofuji Katsuaki    | 北の富士 勝昭         | 1942–      | Hokkaidō                   | 1970               | 1974              |
| 53  | Kotozakura Masakatsu   | 琴櫻 傑将             | 1940–2007  | Tottori                    | 1973               | 1974              |
| 54  | Wajima Hiroshi         | 輪島 大士             | 1948–2018  | Ishikawa                   | 1973               | 1981              |
| 55  | Kitanoumi Toshimitsu   | 北の湖 敏満           | 1953–2015  | Hokkaidō                   | 1974               | 1985              |
| 56  | Wakanohana Kanji II.   | 若乃花 幹士(二代目)   | 1953–      | Aomori                     | 1978               | 1983              |
| 57  | Mienoumi Tsuyoshi      | 三重ノ海 剛司         | 1948–      | Mie                        | 1979               | 1980              |
| 58  | Chiyonofuji Mitsugu    | 千代の富士 貢         | 1955–2016  | Hokkaidō                   | 1981               | 1991              |
| 59  | Takanosato Toshihide   | 隆の里 俊英           | 1952–2011  | Aomori                     | 1983               | 1986              |
| 60  | Futahaguro Kōji        | 双羽黒 光司           | 1963–      | Mie                        | 1986               | 1987              |
| 61  | Hokutoumi Nobuyoshi    | 北勝海 信芳           | 1963–      | Hokkaidō                   | 1987               | 1992              |
| 62  | Ōnokuni Yasushi        | 大乃国 康             | 1962–      | Hokkaidō                   | 1987               | 1991              |
| 63  | Asahifuji Seiya        | 旭富士 正也           | 1960–      | Aomori                     | 1990               | 1992              |
| 64  | Akebono Tarō           | 曙 太郎               | 1969–      | Hawaii, USA                | 1993               | 2001              |
| 65  | Takanohana Kōji        | 貴乃花 光司           | 1972–      | Tokio                      | 1994               | 2003              |
| 66  | Wakanohana Masaru      | 若乃花 勝             | 1971–      | Tokio                      | 1998               | 2000              |
| 67  | Musashimaru Kōyō       | 武蔵丸 光洋           | 1971–      | Samoa, USA                 | 1999               | 2003              |
| 68  | Akinori Asashōryū      | 朝青龍 明徳           | 1980–      | Ułan Bator, Mongolia       | 2003               | 2010              |
| 69  | Hakuhō Shō             | 白鵬 翔               | 1985–      | Ułan Bator, Mongolia       | 2007               | 2021              |
| 70  | Harumafuji Kōhei       | 日馬富士 公平         | 1984–      | Ułan Bator, Mongolia       | 2012               | 2017              |
| 71  | Kakuryū Rikisaburō     | 鶴竜 力三郎           | 1985–      | Süchbaatar-Aimag, Mongolia | 2014               | 2021              |
| 72  | Kisenosato Yutaka      | 稀勢の里 寛           | 1986–      | Ibaraki                    | 2017               | 2019              |
| 73  | Terunofuji Haruo       | 照ノ富士春雄          | 1991–      | Ułan Bator, Mongolia       | 2021               | 2025              |
| 74  | Hōshōryū Tomokatsu     | 豊昇龍 智勝           | 1999–      | Ułan Bator, Mongolia       | 2025               |                   |
| 75  | Ōnosato Daiki          | 大の里 泰輝           | 2000-      | Ishikawa, Japonia          | 2025               |                   |